# Герберт I де Вермандуа
Герберт I де Вермандуа (840/850 — возможно 6 ноября 902) — сеньор (возможно, граф) Перона, Санлиса и Сен-Кантена, граф Вермандуа и Мо с 896 года, граф Суассона.

## Биография

### Правление
Отцом Герберта был сеньор Перона Пипин I, дедом — король Италии Бернард, прадедом — король Италии Пипин, сын Карла Великого.
Впервые Герберт упоминается в 877 году, когда он был при дворе правителя Западно-Франкского королевства Карла II Лысого.
В 889 году Герберт занимал сторону короля Эда. В споре из-за аббатства Сен-Кантен с графом Родульфом, братом графа Фландрии Бодуэна II Лысого, король Эд поддержал Герберта. В 896 году Герберт атаковал владения Родульфа. В завязавшемся сражении Родульф был убит Гербертом. После этого Герберт стал графом Вермандуа.
Получил владения умершего ещё в 877 году Теодориха Нибелунга, вероятно, своего деда со стороны матери. В дальнейшем унаследовал ещё графства Суассон, Мо, Вексен, которыми управляли другие представители дома Нибелунгидов. Эти графства образовали марку для защиты территорий западных франков от норманнов.
Герберт I погиб от рук убийц, нанятых Бодуэном II, желавшим отомстить за смерть брата.

### Семья
Имя супруги Герберта I де Вермандуа достоверно неизвестно. Результаты исследования конца XX века позволяют предположить, что возможно его женой была Летгарда, дочь графа Труа Адалельма. У Герберта I было трое детей:
- Герберт II (880—943), граф Вермандуа, Мо и Суассона;
- Беатриса (умерла в 931); супруга приблизительно с 894 года короля Западно-Франкского государства Роберта I (умер в 923);
- Кунигунда (умерла в 943); супруга приблизительно с 915 года графа Веттерау Удо I.